# Ga Vĩnh Tân
Ga Vĩnh Tân là một nhà ga xe lửa tại xã Vĩnh Tân, huyện Tuy Phong, tỉnh Bình Thuận. Nhà ga là một điểm trên tuyến Đường sắt Bắc Nam, nằm giữa ga Cà Ná (huyện Thuận Nam, tỉnh Ninh Thuận) và ga Vĩnh Hảo. Lý trình ga: Km 1446 + 012. 

## Các tuyến
- Đường sắt Bắc Nam

| Ga trước Cà Ná | Đường sắt Việt Nam Đường sắt Bắc Nam | Ga sau Vĩnh Hảo |